# Игра форов
Игра́ фо́ров (англ. The Vor Game) — фантастическое произведение американской писательницы Лоис Буджолд, написанное в 1990 году. Книга входит в серию цикла Сага о Форкосиганах.

## Сюжет
Майлз Форкосиган заканчивает военную академию и получает распределение в гарнизон на крайнем севере Барраяра. В гарнизоне он вынужденно вступает в конфликт с командиром базы, генералом Станисом Метцовым, который обвиняет его в попытке бунта. После закрытого разбирательства службы имперской безопасности невиновность Майлза доказана, Метцова отправляют в отставку, однако и самого Майлза, нарушившего в ходе конфликта правила армейской субординации, помещают под арест СБ, чтобы замять скандал и избежать неприятных политических последствий для отца Майлза — премьер-министра Барраяра Эйрела Форкосигана.
Тем временем в Ступице Хеджена — крупном галактическом транспортном узле, нарастает напряжённость, затрагивающая в том числе и интересы Барраяра. Среди прочих космических военных сил, стягиваемых к месту событий, замечен флот дендарийских наёмников, командование которым узурпировал адмирал Нейсмит — вторая, тайная ипостась Майлза Форкосигана (см. книгу «Ученик воина»).
Саймон Иллиан, глава имперской СБ, вынужденно принимает решение «воскресить» адмирала Нейсмита и направляет Майлза в ступицу Хеджена под присмотром и командованием двух своих оперативников. Цель операции — сбор данных и попытка заставить наёмников покинуть место возможного конфликта. Однако планы срываются: Майлз невольно вступает в конфликт с загадочным командором Кавилло, который провоцирует арест Майлза местной полицией на одной из космических станций. Оперативники теряют Майлза и тот остаётся без опеки.
В одном из сокамерников Майлз узнает молодого Грегора Форбарра — действующего императора Барраяра и своего приятеля по детским играм. Грегор признается, что императорский венец оказался слишком тяжел для него, и он сбежал из-под присмотра охраны и скрылся на просторах галактики, вскоре влип в мелкие неприятности, остался без денег и в конце концов попал под арест.
Майлз предпринимает попытку вытащить их обоих из заключения и вступает в контакт с дендарийскими наёмниками в роли адмирала Майлза. Выясняется, что за время его многолетнего отсутствия власть во флоте вновь захвачена прежними командирами во главе с адмиралом Осером.
Сбегая теперь уже от Осера, Майлз и Грегор попадают в лапы командующего ещё одним наёмным флотом, находящимся в Ступице — командора Кавилло, которая оказывается «роковой женщиной» со страстью к бессовестным интригам. Её ближайший сподвижник — генерал Метцов, сбежавший с Барраяра и нашедший с Кавилло общий язык на основе садистских наклонностей обоих. Майлз быстро раскрывает коварный план Кавилло: она планирует предать своего нынешнего нанимателя — Верван, одно из галактических государств, чьи космические территории примыкают к Ступице Хеджена, и сдать его Цетагандийской империи, попутно разграбив. Цетаганда — лютый враг Барраяра, поэтому перед Майлзом встает сложная задача спасать не только себя, Грегора и мирных жителей Вервана, но и защищать интересы своей империи, не допустив захвата контроля над Ступицей противником.
Тем временем Кавилло, поняв, что в её руки попал сам император, меняет планы и решает предать и цетагандийцев, и свой собственный флот, втравив все стороны в конфликт. Сама же она рассчитывает укрыться на Барраяре, став его императрицей, для чего начинает обольщать Грегора, который не кажется ей сложной добычей.
Чтобы переиграть Кавилло, Майлзу нужно вернуть себе контроль над дендарийцами, избежать покушения Метцова, сместить Осера и вступить в битву с Цетагандой. Цетагандийские силы вторжения разгромлены, дендарийцы славят адмирала Нейсмита, адмирал Форкосиган вправе гордиться своим сыном. Император и Эйрел Форкосиган переводят Майлза на службу в имперскую СБ, подчинив напрямую Саймону Иллиану. Майлз становится галактическим оперативником и получает законное право командовать дендарийцами в роли адмирала Нейсмита.